# Pierino colpisce ancora
Pierino colpisce ancora è un film italiano del 1982 diretto da Marino Girolami con protagonista Alvaro Vitali.
È il secondo film della serie su Pierino, seguito di Pierino contro tutti. A questo film seguì, nel 1990, Pierino torna a scuola.

## Trama

Michela Miti (la maestra Rizzi) e Vitali in uno scatto di scena; il ciak riporta il titolo di lavorazione Pierino non perdona.

Il film è il proseguimento di Pierino contro tutti, fatto l'anno precedente. Si collega, appunto, nel tentativo di Pierino di passare l'esame di riparazione, Pierino si fa dettare il tema (una traccia su Giuseppe Garibaldi) dal nonno tramite collegamento radio. Il segnale viene tuttavia disturbato da una comunicazione della polizia, facendo sì che il protagonista scriva e consegni alla commissione un tema che mischia la vita di Garibaldi a quella di un ricercato per spaccio di stupefacenti. L'esito disastroso del successivo esame orale sancirà l'ennesima bocciatura di Pierino, che viene accompagnato dal padre fino a Grosseto dove viene iscritto ad un collegio.
Malgrado i pessimi risultati del test d'ingresso, il protagonista viene ammesso nel collegio dove incontrerà alcune vecchie conoscenze (la supplente Rizzi, di cui è sempre stato invaghito e che non ricambia i suoi sentimenti) e avrà a che fare con alcune persone come Enrichetta Pomari (la per nulla attraente figlia del direttore dell'istituto), che tenterà inutilmente di concupire il ragazzino e Oronzo, un "secchione" vanitoso e permaloso che sfiderà e batterà in un incontro di boxe.
Dopo un primo tentativo andato a vuoto, Pierino riesce ad eludere la sorveglianza del custode Francesco fuggendo dall'istituto: mentre cerca di lasciare Grosseto per tornare a Roma mediante autostop viene caricato su una volante dei carabinieri e riportato a casa dal padre, ricevendo una pessima accoglienza da parte del vicinato.
Ben presto Pierino comincia a girare per la città, facendo scherzi a chiunque (tra cui anche ad un vigile urbano). Il padre, anche al fine di nascondere una relazione extra-coniugale con la cameriera della sua osteria, decide di mandare il figlio a lavorare come commesso in alcuni negozi: anche in questo caso, le esperienze lavorative di Pierino falliranno a causa del suo comportamento con i datori di lavoro e i clienti.